# Christian Krarup Øllgaard
Christian Krarup Øllgaard, född 2 april 1841 på Tanderup i Snejbjergs socken vid Herning, död 11 april 1915 i Köpenhamn, var en dansk ingenjör.
Øllgaard blev student 1858 vid Metropolitanskolen, avlade 1860 inträdesexamen till Polyteknisk Læreanstalt, varifrån han, efter att ha deltagit i dansk-tyska kriget 1864, dimitterades som ingenjör 1866. Han innehade därefter i olika lägre befattningar, bland annat vid statens järnvägsbyggnader, där han som avdelningsingenjör bland var kontrollant vid byggandet av ångfärjehamnarna vid Fredericia och Strib.
År 1873 anställdes Øllgaard som hamnbyggmästare i Köpenhamn och ledde i denna befattning arbeten av största betydelse för huvudstadens utveckling. Under hans tid genomfördes bland annat omfattande hamnmuddringar, liksom Refshaleøens utfyllning, omdaningen av den södra delen av Langelinie, regleringen av förhållandena vid "Larsens Plads" och av Slotsholmskanalen, ombyggnaderna av Langebro och Snorrebroen samt byggandet av Børsbroen och Frederiksholmsbroen.
År 1885 valdes Øllgaard till borgmästare för Köpenhamns magistrats 4. (tekniska) avdelning, och under hans tjänstgöring skedde en synnerligen omfattande teknisk utveckling i den danska huvudstaden. Bland annat kom vattenförsörjningen, efter en rad borrningar, vilka startade 1886, att kunna baseras uteslutande på källvatten, vidare anlades boulevarder, spårvägsnätet byggdes ut och elektrifierades, kloaker anlades, vattenklosetter infördes, gasverken byggdes ut, elektricitetsverk inrättades och en ny huvudbrandstation uppfördes. Dessutom var han i egenskap av borgmästare ordförande i byggnadskommissionen och medlem av sundhetskommissionen; likaledes var han medlem av hamnrådet. Denna verksamhet blev med tiden så omfattande att han på grund av överansträngning tvingades begära avsked 1903. Han förblev dock medlem av hamnrådet och blev senare vald till medlem av sundhetskommissionen.